# أوفه داهل
أوفه داهل (بالنرويجية البوكمول: Ove Dahl)‏ هو عالم نبات نرويجي، ولد في 29 يناير 1862 في أوركدال في النرويج، وتوفي في 17 سبتمبر 1940 في أوسلو في النرويج.